# Aleksandr Lenderman
Aleksandr Lenderman, in russo Александр Лендерман?, noto anche come Alex Lenderman (Leningrado, 23 settembre 1989), è uno scacchista statunitense.
Nato a Leningrado in Unione Sovietica, all'età di 4 anni si trasferì con la famiglia a Brooklyn. Ottenne il titolo di Maestro Internazionale nel 2005 e di Grande Maestro nel 2010.

## Principali risultati
Nel 2005 ha vinto il Campionato del mondo U16 a Belfort, con il punteggio di 9 /10.
Quattro volte vincitore (da solo o ex æquo) del Campionato statunitense open (2009, 2011, 2017 e 2021).
Nel 2009 ha vinto l'Atlantic Open di Washington.
Nel 2014 ha vinto a Bad Wiessee il campionato bavarese open con 7,5 /9, per spareggio tecnico su Robert Hovhannisyan e Ante Šarić. Nel 2015 ha vinto ad Arlington il torneo World Open.
Ha ottenuto il suo massimo rating FIDE in agosto 2019, con 2654 punti Elo.